# Riserva naturale Duna costiera ravennate e foce torrente Bevano
La riserva naturale Duna costiera ravennate e foce torrente Bevano è un'area naturale protetta situata in provincia di Ravenna. La zona tutelata è la fascia litoranea di dune costiere naturali comprese tra Lido di Dante a nord e Lido di Classe a sud. Fa parte della zona umida dell'Ortazzo e dell'Ortazzino.

## Storia
Negli anni settanta del XX secolo la Foce del Bevano era rimasta l'ultima foce "naturale" di tutta la riviera romagnola. 
Nel 1973 il Comune di Ravenna approvò il nuovo Piano regolatore. Conteneva una vasta serie di "permute" di aree demaniali a favore di società private. Nel 1975 la società immobiliare «Lido di Classe» annunciò la costruzione, nell'area tra Lido di Classe e il Bevano, di un nuovo lido balneare. Gli ambientalisti locali si coalizzarono ed avviarono una battaglia in difesa della Foce del torrente. Agirono su due fronti: civile (raccolta delle firme dei cittadini) e legale (invio di un esposto alla magistratura). La «battaglia dell'Ortazzo» (dal nome dell'area umida retrostante le dune) fu insperatamente vinta. In pochi anni si giunse alla tutela giuridica dell'area, ratificata dal D.M. 5 giugno 1979, che sancì la nascita dell'attuale Riserva naturale orientata, su 64 ettari.

## Territorio
Oltre al Bevano, l'area naturale comprende anche il paesaggio dunale che fa da corona alla foce del torrente. L'insieme forma un particolare habitat per gli uccelli acquatici. Il decreto ministeriale che istituisce l'area fa riferimento infatti alla Convenzione di Ramsar sulle zone umide d'importanza internazionale (1971).